# Cheumatopsyche expeditionis
Cheumatopsyche expeditionis là một loài Trichoptera trong họ Hydropsychidae. Chúng phân bố ở miền Australasia.